# Ctenocella sanctaecrusis
Ctenocella sanctaecrusis är en korallart som beskrevs av Duchassaing och Giovanni Michelotti 1864. Ctenocella sanctaecrusis ingår i släktet Ctenocella och familjen Ellisellidae. Inga underarter finns listade i Catalogue of Life.